# Éthique

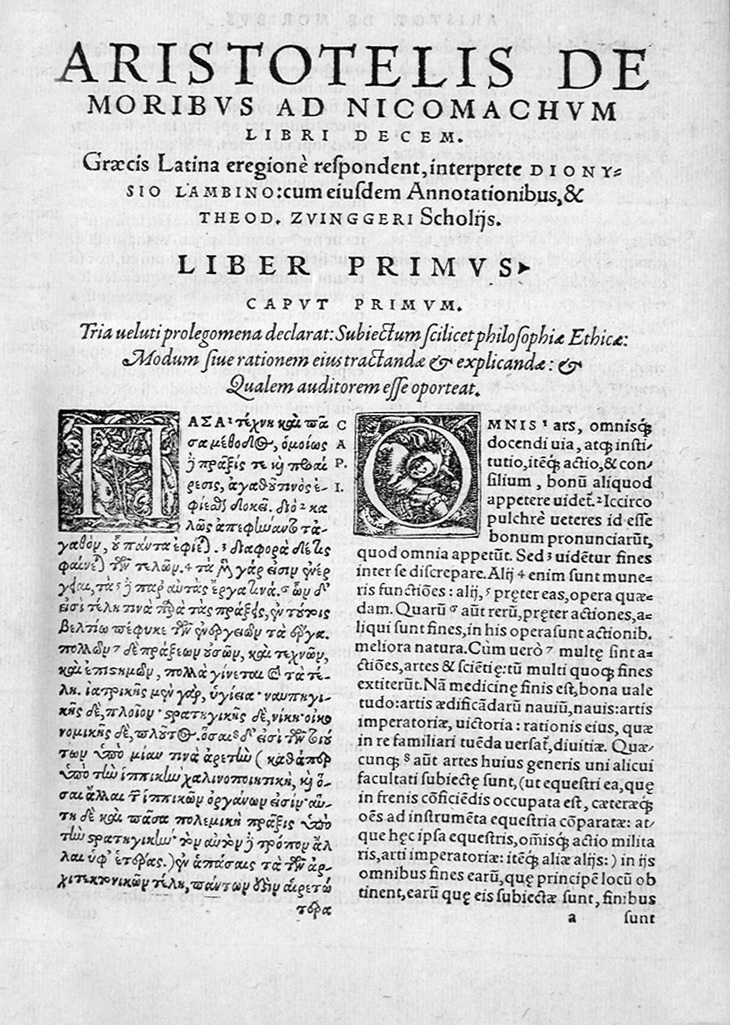
Première de couverture de l'ouvrage « Éthique à Nicomaque » d'Aristote.

Pour les articles homonymes, voir Éthique (homonymie).
Pour l’article ayant un titre homophone, voir Étique.
L'éthique ou philosophie morale est une discipline philosophique portant sur les jugements moraux. Elle examine les questions normatives, concernant ce que les individus devraient faire, ainsi que les questions méta-éthiques sur la nature même de la moralité.
Depuis l'Antiquité, de nombreuses morales ont émergé, chacune prétendant être « la bonne », la philosophie morale s'est donc chargée de rechercher leurs légitimités ou leurs fondements. Les trois catégories de théories éthiques les plus connues sont :
- déontologie : chaque acte moral doit être jugé selon sa conformité (ou sa non-conformité) à certains devoirs. Cet acte est jugé indépendamment de ses conséquences ;
- conséquentialisme : chaque acte doit être jugé selon ses conséquences (en termes de bien-être dans le cas de l'utilitarisme) ;
- éthique de la vertu : chaque personne est jugée selon sa personnalité, ses vertus.

L’éthique comprend plusieurs champs d'application tels que l'éthique normative qui s'intéresse principalement aux concepts du bien et du bon que véhiculent les théories de justice sociale et doctrines telles que l'utilitarisme, l'égalitarisme et le libertarisme. L’éthique appliquée s'intéresse ensuite à la mise en pratique des normes morales. L'éthique descriptive s'intéresse quant à elle à la description des croyances et des codes moraux dominants dans la société, et à leur dimension historique. Dans les pays laïcs, l'éthique est souvent influencée par la philosophie politique qui la sous tend, mais elle peut aussi être influencée par la culture, la religion, les croyances et les traditions d'un pays, d'un groupe social, ou d'un système idéologique. La méta-éthique s'intéresse pour sa part au sens même des concepts mobilisés par l'éthique, cherchant par exemple à déterminer si les énoncés moraux peuvent être objectivement vrais, ou si la connaissance morale est possible.
Nombre de philosophes ont développé des idées en philosophie morale, tels que Friedrich Nietzsche, Emmanuel Kant, Jeremy Bentham, Épicure, Platon, ou Baruch Spinoza. Pour des philosophes tels qu'Aristote ou Kant, l'éthique a pour but de définir ce qui doit être. L'éthique exprime des énoncés normatifs, prescriptifs ou encore évaluatifs comme les impératifs catégoriques. En absence de norme éthique, un jugement moral relève d'une faute de logique nommée paralogisme naturaliste.
L'éthique influence à la fois le domaine social, en participant à l'élaboration des normes et des lois, et le domaine personnel, en guidant la réflexion sur les limites et les devoirs individuels. Au sein d'une société mondialisée et cosmopolite dans laquelle cohabitent de nombreuses éthiques différentes, la démarche contemporaine de l'éthique consiste selon John Rawls à rechercher un équilibre réfléchi.

## Étymologies

### Éthique
Du grec ηθική [ἐπιστήμη] / êthikế [epistếmê], « la science morale », de ἦθος / êthos, « lieu de vie ; habitude, mœurs ; caractère, état de l'âme, disposition psychique » via l'adjectif latin ethicus, « qui concerne la morale, éthique ».
Ici, le terme science est à comprendre dans le sens d'ensemble des connaissances acquises par l’étude ou la pratique, et non dans le sens d'une activité visant à connaître et expliquer le monde matériel hors de toute hypothèse religieuse.

### Philosophie morale
Dans l'expression "philosophie morale", nous retrouvons deux termes, à savoir "philosophie" et "morale". La philosophie, dans une acception plus restreinte, peut désigner la réflexion ou la recherche.
La morale désigne la sphère des mœurs et des façons de vivre. Il faut la distinguer de l'éthique qui n'est pas une discipline spécifiquement philosophique. La philosophie morale est donc une discipline philosophique ayant comme objet d'étude la morale. Il est donc important de faire la différence entre la morale et la philosophie morale. La philosophie morale a pour objet la morale, comme la morale a pour objet la finalité des actions humaines, dans le but d'une vie conforme au bien.

### Éthique et morale
Dans un sens « ordinaire», le terme éthique est synonyme de morale, et désigne une pratique ayant pour objectif de déterminer une manière conforme de vivre dans un habitat en correspondant aux fins ou aux rôles de la vie de l'être humain (exemple : recherche du bonheur ou de la vertu). Une distinction courante consiste à entendre par « morale » l'ensemble des normes propres à un individu, à un groupe social ou à un peuple, à un moment précis de son histoire et à appeler éthique la recherche du bien par un raisonnement conscient.
Durant l'époque moderne, le terme « éthique » est généralement employé pour qualifier des réflexions théoriques portant sur la valeur des pratiques et sur les conditions de ces pratiques ; l'éthique est aussi un raisonnement critique sur la moralité des actions. Il est, par exemple, question de « comité d’éthique » au sein d'institutions scientifiques ou d'hôpitaux. L'éthique aurait donc ses fondements dans une décision dite rationnelle prise à partir d’un libre dialogue entre des individus conscients des savoirs et de cultures parfois riches de traditions et de codes idéologiques assimilés.
Une autre distinction est proposée par certains philosophes contemporains (Gilles Deleuze, Paul Ricœur, André Comte-Sponville, Robert Misrahi, etc.) pour définir la morale comme un ensemble de devoirs (impératifs catégoriques qui commandent de faire Le Bien posé comme valeur absolue, par exemple « tu ne tueras pas ») et l’éthique comme la réalisation raisonnable des besoins (tendance naturelle à chercher le bon comme valeur relative - la recherche de son bonheur, qui peut par exemple légitimer certains actes médicaux généralement considérés « immoraux » comme l’euthanasie, l'avortement, le don d'organe, etc.).
La morale est ainsi généralement rattachée à une tradition historique et parfois idéaliste (de type kantienne) qui distingue entre ce qui est et ce qui doit être, selon le dogme. Alors que l’éthique est liée à une tradition contemporaine et parfois matérialiste (de type spinoziste) qui cherche seulement à améliorer la perception de la réalité par une attitude « raisonnable » dans la recherche du bonheur pour tous. Ainsi, le droit se distingue de la morale et de l’éthique, dans le sens qu'il ne définit pas la valeur des actes, le bien/mal, le bon ou le mauvais. Il définit toutefois ce qui est permis et défendu par les pouvoirs d'une culture, dans une société humaine. La déontologie professionnelle est, pour sa part, l'ensemble des obligations que les professionnels s’engagent à respecter pour garantir une pratique conforme au code d'éthique de la profession, d'où le concept intermédiaire d'éthique déontologique.

## Problèmes fondamentaux de la philosophie morale

### Domaines et divisions de la morale
Les différents champs de l'éthique peuvent se caractériser par les questions suivantes :
1. L'éthique normative (prescriptive) : Comment les gens devraient-ils agir ?
2. L'éthique appliquée (déontologie) : Comment prendre les connaissances morales et les mettre en pratique ?
3. L'éthique descriptive et comparative : Que pensent les gens de ce qui est juste ?
4. La méta-éthique : Que signifie le mot bien, bon, juste, etc. ?

### Problèmes fondamentaux de la philosophie morale
La philosophie morale porte principalement sur la finalité de l'action et cherche à résoudre les questions qui peuvent se poser dans la délibération et la prise de décision :
- Que dois-je faire ?
- Qu'aurais-je dû faire ?
- Y a-t-il des limites à mes actions ?

#### Fondement de la morale
D'une manière générale, il existe deux types de conception des fondements de la morale :
- une conception réaliste ou hétéronome, qui affirme que les lois morales ne dépendent pas de l'homme, mais :
  - sont des lois naturelles (philosophie grecque en général) ;
  - sont des commandements divins (christianisme, Saint Thomas d'Aquin) ;
  - sont des lois de la raison, auxquelles tout être raisonnable (donc l'homme) doit obéir (par exemple les « lois naturelles » sur lesquelles les hommes se mettent d'accord et les instituent en tant que « lois civiles », leur donnant ainsi force de loi, chez Hobbes).
- une conception relativiste ou autonome, pour laquelle les valeurs morales ont une origine humaine :
  - parce qu'elles sont imposées par la société ou par un groupe quelconque ;
  - parce qu'il appartient à l'individu en tant que tel de les définir.

Dans la conception réaliste (ou objectiviste), les valeurs morales sont éternelles et universelles, ou, au moins, absolues ; on ne peut donc les changer ni les détruire. Au contraire, dans la seconde conception, les valeurs morales varient d'une société, d'un groupe voire d'un individu à un autre.

## Contextualisation
L'éthique regroupe un ensemble de règles qui se différencient et complètent les règles juridiques.

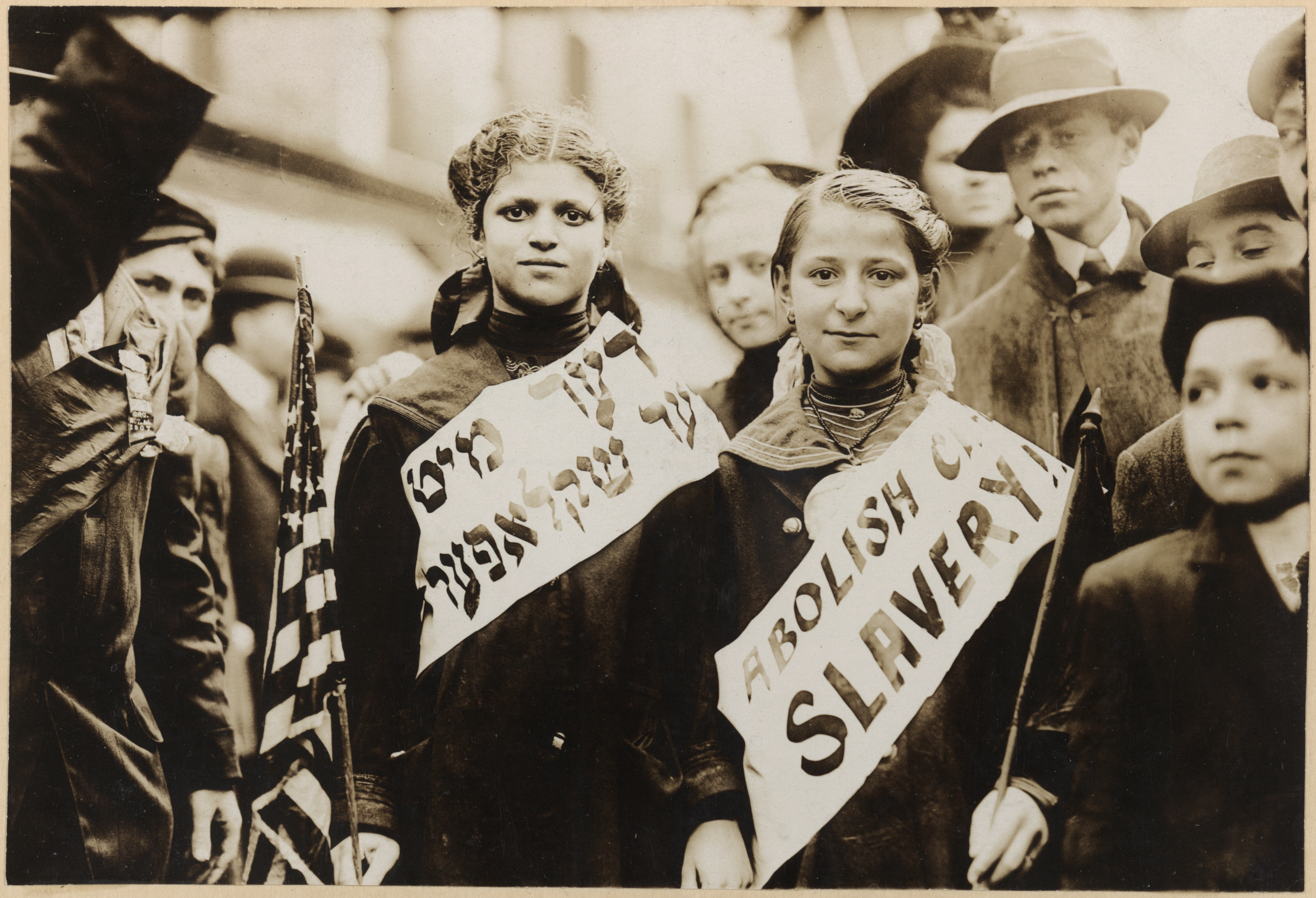
Manifestation pour abolir le travail des enfants, New York, 1 mai 1909.

Parce qu'elles intègrent le motif, le mobile des activités humaines et trouvent leur fondement dans l'intériorité de l'être comme l'indique Kant dans Fondements de la métaphysique des mœurs, les règles éthiques ont un champ d'action différent de celui des règles juridiques : un acte pourra être légal mais non conforme à l'éthique (par exemple l'achat d'un objet fabriqué par un esclave) ; un acte pourra être illégal mais conforme à l'éthique (par exemple l'assistance à un réfugié politique).
L'éthique inspire et précède souvent les règles juridiques : les règles morales sont souvent érigées en loi. Le temps de l'éthique permet la création du consensus social nécessaire à l'établissement de la règle de droit (par exemple, la défense de la cause animale est essentiellement traitée par l'éthique jusqu'au XVIIIe siècle mais tend à devenir juridique avec l'apparition de quelques lois de défense contre les mauvais traitements aux XXe et XXIe siècles).
La démarche éthique se distingue ainsi de la démarche scientifique qui elle se base sur des jugements de fait formulés dans des énoncés descriptifs, parmi lesquels on trouve des impératifs hypothétiques.

## Histoire

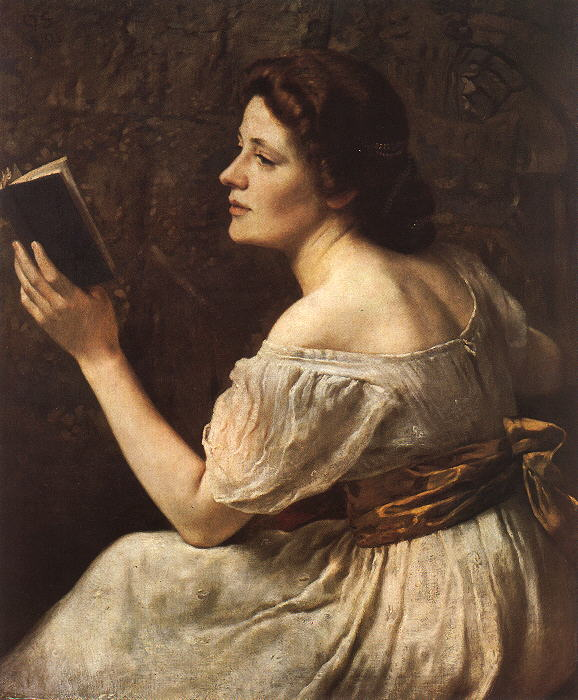
Young Girl Reading de Otto Scholderer, 1883.

Maria, ou le malheur d'être femme, roman de Mary Wollstonecraft paru à titre posthume, critique le discours de la « sensibilité », une philosophie morale et esthétique qui est en vogue à la fin du XVIIIe siècle.
L’éthique a connu de nombreuses et importantes transformations au cours de son histoire. Concernant l'éthique occidentale il est ainsi possible d'établir certaines grandes périodes.
Dans l’Antiquité, l’éthique était dominée par le concept de « vertu » aussi bien chez Socrate que chez Platon, Aristote, les Stoïciens et Épicure. Ainsi, l’homme bon est celui qui réalise bien sa fonction, son télos. Il s’agit donc de réaliser pleinement la nature et ce qui constitue la nature humaine, afin d’atteindre le bonheur.
Au Moyen Âge l'éthique antique, celle de Platon puis d'Aristote, est intégrée à la tradition biblique.
Au début du XVIIe siècle, Descartes fut le premier philosophe à prendre nettement ses distances avec l’éthique antique qu’il jugeait trop « spéculative ». S’appuyant sur une nouvelle métaphysique, il fonde une morale dans un sens beaucoup plus individuel.
À la fin du XVIIIe siècle, le développement de l'éthique moderne se poursuit avec la pensée Emmanuel Kant et la naissance de l’éthique déontologique : une réflexion critique sur les conditions de possibilité de la morale mettant l’accent sur le devoir.
Fin du XIXe siècle, avec Heidegger, l’éthique quitte toute dimension morale pour prendre les traits de la vérité de l'Être, voir La Lettre sur l'humanisme où il n'y a plus contradiction entre éthique et ontologie comme le craignait Levinas.
À l'apogée du XXe siècle et à l'aube du XXIe siècle se développe l'éthique appliquée en rapport avec de nouvelles préoccupations environnementales et sociétales. C'est à travers la déontologie que s'établissent les codes de comportements au sein des gouvernances et des activités professionnelles.

## Conceptions fondamentales
Tous ces types de morales présentés ci-dessous adoptent le point de vue du réalisme moral, stipulant qu'il existe une morale universelle.

### Éthique téléologique

#### Morales conséquentialistes
Dans nos actions, nous prenons souvent en compte les conséquences de nos actes. Ces conséquences peuvent donc être considérées comme des critères possibles de notre comportement, ce qui fait de ce type de morale, un type normatif. Pour une morale de ce genre, une conduite est morale si les conséquences d'un acte sont plutôt bénéfiques que défavorables. L'évaluation de la moralité d'une conduite se fait donc sur la base de ce qui est observable, plutôt que sur l'intention qui a un caractère privé et difficile à appréhender.
Plusieurs types de conséquentialisme peuvent être distingués, selon le critère que l'on choisit pour déterminer ce qui est bénéfique et ce qui est nuisible :
- l'altruisme : les conséquences de l'action favorables à quiconque excepté l'agent déterminent ce qui est bien et ce qui est mal ;
- l'égoïsme : les conséquences de l'action favorables à l'agent et à lui seul déterminent ce qui est bien et ce qui est mal ;
- l'utilitarisme : les conséquences de l'action favorables à tous déterminent ce qui est bien et ce qui est mal. Jeremy Bentham est l'un des premiers philosophes utilitaristes. Il propose d'une part de considérer les conséquences de nos actions, et, d'autre part, de mesurer le plaisir et la peine qui en résultent, d'où le nom d'hédonisme utilitariste de cette doctrine.

#### Éthique de la perfection
Cette morale définit le bien désirable comme perfection ; cette perfection n'est pas subjective, mais peut se décrire objectivement. Par exemple le savoir, la réussite, etc. Ce bien est conçu comme le fondement du bonheur, mais sans impliquer la satisfaction subjective. Ce bien représente souvent la réalisation optimale de la nature humaine, et se trouve être de ce fait inégalitaire. Il définit en effet une hiérarchie des perfections à atteindre, hiérarchie d'où découle le mérite des individus.
« Toutes les actions de notre âme qui nous acquièrent quelque perfection sont vertueuses, et tout notre contentement ne consiste qu'au témoignage intérieur que nous avons d'avoir quelque perfection. » (Descartes, Lettre à Élisabeth)

### Éthique déontologique
Les morales du devoir fondent le caractère moral de nos actions par le concept d'obligation. Ce type de morale se conçoit indépendamment de toute conséquence qui pourrait résulter de nos actions. Par exemple, selon Kant, on ne doit pas mentir pour éviter un meurtre, car l'obligation de dire la vérité est absolue et ne tolère aucune condition particulière.
Il existe plusieurs théories des devoirs. Samuel von Pufendorf distingue trois types de devoirs : envers Dieu (dévotion interne et externe), envers soi-même (devoirs envers l'âme : par exemple développer ses talents, et devoirs envers le corps -ne pas se tuer, ne pas se nuire-) et autrui (devoirs absolus : ne pas nuire, etc. et devoirs conditionnels : tenir sa parole, etc.). En théorie des droits (par exemple Locke), les droits sont naturels (par exemple, vivre, être libre, rechercher le bonheur), universels, égaux pour tous et inaliénables.
Tout droit appelle un devoir. L'impératif catégorique est la théorie kantienne de la morale. Kant distingue plusieurs types d'impératifs : l'impératif hypothétique (si nous voulons ceci, nous devons faire telle ou telle chose) et l'impératif catégorique (nous devons faire telle chose, quoi que nous voulions ou désirions). Les théories du devoir n'exposent pas seulement le ou les principes qui rendent morale une action, mais s'efforcent également de résoudre les conflits qui résultent de nos devoirs eux-mêmes.

## Éthique normative

### Déontologie
Les morales du devoir fondent le caractère moral de nos actions par le concept d’obligation. Ce type de morale se conçoit indépendamment de toute conséquence qui pourrait résulter de nos actions. Par exemple, selon Kant, l'homme ne doit pas mentir pour éviter un meurtre, car l’obligation de dire la vérité est absolue et ne tolère aucune condition particulière.
Un ensemble de règles appliquées a priori et ayant le statut d’obligations morales. Par exemple, le décalogue et la règle d’or ou l’éthique de réciprocité.
L'éthique des droits provient des droits de l'Homme. Cette invention moderne est attribuée originellement à Rousseau et établit pour la première fois pour l’homme un ordre moral indépendant du cosmos, de la nature. Dorénavant, l’homme ne se distingue plus comme étant un animal doté de la raison comme chez Aristote, mais comme être ayant la liberté de s’arracher à la nature et d’instaurer une autre légalité que celle naturelle, c’est-à-dire celle de l’homme. Ce principe d’égalité est uniquement un droit juridique et non naturel.

#### Procéduralisme
Cette éthique se réfère à John Rawls et est fondée sur le pluralisme. Rawls affirme qu’il n'est plus possible de se baser sur une seule notion commune, le bien. Cela implique alors l’établissement de règles plutôt abstraites afin d’admettre une généralité de différences.
Jürgen Habermas considère qu’une solution à un conflit est légitime si et seulement si ceux qui sont concernés par ce conflit sont d’accord sur cette solution dans des conditions de paroles et de communication satisfaisantes. C’est pourquoi il est question d’éthique de la discussion ou de morale communicationnelle. Ainsi, c’est la procédure qui fait que la solution est ou n’est pas légitime.

### Conséquentialisme
Selon le conséquentialisme (ou éthique téléologique), la moralité d'une action dépend uniquement de ses conséquences. Autrement dit, l'action à effectuer est celle qui produit les meilleures conséquences possibles. Les théories conséquentialistes se distinguent des autres théories éthiques, comme la déontologie ou l'éthique de la vertu, qui mettent l'accent sur les devoirs ou le caractère moral de l'agent plutôt que sur les résultats de ses actions.
Les conséquentialistes comprennent généralement les conséquences d'une action dans un sens très large qui inclut la totalité de ses effets. Cette approche repose sur l'idée que les actions influencent le monde en déclenchant une chaîne causale d'événements qui n'auraient pas eu lieu autrement. Une intuition centrale du conséquentialisme est que ce qui importe n'est pas le passé mais l'avenir, et qu'il devrait être façonné de manière à obtenir le meilleur résultat possible.
Il existe différentes variantes du conséquentialisme, qui se distinguent notamment par leur conception de ce qu'il faut maximiser (par exemple le bonheur, le bien-être, l'utilité ou les préférences). La plupart des formes de conséquentialisme sont neutres par rapport à l'agent (l'individu qui effectue l'action), c'est-à-dire qu'elles évaluent les conséquences d'un point de vue impartial. Cependant, certaines théories sont relatives à l'agent. Par exemple, l'égoïsme moral ne considère que les bénéfices pour l'agent, et à l'inverse, l'altruisme ignore les intérêts de l'agent pour ne se concentrer que sur les autres.
Certains critiques affirment que le conséquentialisme est trop exigeant, qu'il néglige les droits individuels, ou qu'il peut justifier des actions intuitivement immorales si elles produisent de bonnes conséquences. Malgré ces critiques, le conséquentialisme reste une approche majeure en éthique normative et appliquée.
Certaines variantes ou approches complémentaires ne se concentrent pas directement sur les actions à effectuer, mais plutôt sur les règles ou vertus à adopter, ou les motifs des actions. Cependant, l'objectif indirect reste d'optimiser les conséquences.

#### Utilitarisme
La forme la plus connue de conséquentialisme est l'utilitarisme, qui consiste à maximiser le bien-être collectif. L'utilitarisme a été développé par les philosophes britanniques Jeremy Bentham et John Stuart Mill aux XVIIIe et XIXe siècles.
L'utilitarisme prend en compte le bien-être de tous les êtres sentients. Il a été influent sur les questions de bien-être animal, notamment via le philosophe Peter Singer.

### Valeurs
En éthique, il est communément question de valeurs qui sont de l'ordre de l'Être et du Bien, qui indiquent des idéaux à poursuivre (Autonomie, vie et santé, justice) — des principes — qui donnent des grandes orientations à l'action, qui fixent des attitudes (Autodétermination, respect de la vie, rendre à chacun son dû) — de normes et de règles — qui déterminent l'action, qui encadrent la décision (Consentement libre et éclairé, prendre les « moyens proportionnés », respect des contrats). Le mot « valeur » est le plus général et le plus dynamique ; il a d'abord une évocation philosophique avant d'avoir une retombée éthique. Le mot « principe » désigne une orientation fondamentale, inspiratrice d'action. Le mot « règle » évoque quelque chose de plus concret, plus proche de l'action. Le principe est souvent indéterminé, et admet des applications diverses. La règle a un contenu précis.
Les grands principes sont relativement peu nombreux et stables ; les règles peuvent être nombreuses et variables. Ainsi, Durand[réf. incomplète] souligne la difficulté de présenter l’éthique (ou la morale) selon trois points :
- elle vient du fait qu'elle n'est pas un secteur séparé de la vie, mais une dimension permanente de tout comportement. Des valeurs, en effet, sont mises en œuvre plus ou moins explicitement dans tous les comportements et toutes les décisions. Ainsi la pratique de la médecine, des sciences infirmières, du travail social, du droit, par exemple, implique inévitablement des choix éthiques, des choix de valeurs morales ;
- elle tient au vocabulaire qui varie selon les auteurs. Les mots comportent, d'un milieu à l'autre, des connotations ou des sens divers ;
- elle tient au fait que celle-ci renvoie finalement à une réflexion philosophique, laquelle a donné naissance à une multitude de théories éthiques plus ou moins contradictoires.

Selon Durand, trois mots reviennent fréquemment dans le discours sur l'action humaine : éthique, morale, déontologie ; et ceux-ci sont parfois pris comme synonymes. D’ailleurs historiquement pour les deux premiers, ils ont été employés très souvent l'un pour l'autre. Étymologiquement, les mots éthique (d'origine grecque) et morale (d'origine latine) renvoient aux mœurs, à l’analyse des mœurs, aux réflexions sur la conduite humaine. Le mot déontologie (du grec : deon-deonlos) désigne lui aussi des règles, devoirs et obligations. Les trois mots renvoient au comportement, à l'action humaine, à la prise de décision. Ils concernent ce qu'il faut faire, ce qui doit être fait (le devoir, les valeurs), par opposition à ce qui se fait (les mœurs).
Yvon Droz définit l’éthique comme un ensemble rationnellement structuré de valeurs explicites qui définissent le bien, le juste et le beau, par lequel quelqu’un rend compte de lui-même, de ce qui le fait exister et agir. Elle est la manière de dire comment l'individu se doit de vivre et à partir de quoi il doit juger et décider. Il s’agit en conséquence, d’un système explicite et argumenté de valeurs qui induisent des comportements ou des pratiques sociales. Il y a donc des éthiques universelles (droits de l'Homme) ou des éthiques propres à une culture. Bob Jickling (1996) propose deux façons de concevoir l’éthique : l’éthique comme un code, qui tend à reproduire des rôles dans la vie sociale. Les prescriptions et les valeurs qui les informent, ont tendance à être prises pour acquis, faisant ainsi autorité, et applicables dans un large éventail de contextes ; et si l'éthique est pensée, associée à un processus pour étudier et évaluer un système de valeurs. Alors dans ce sens, éthique implique de chercher des principes pour guider le comportement moral et les évaluer. Il faut tout d’abord identifier les valeurs, qui peuvent être contestées, existant au sein d’une communauté.
L'organisation des valeurs entre elles, sous forme de système, correspond à une éthique ; celle-ci donne sens et cohérence aux valeurs qui s'y rattachent. Une valeur (comme la démocratie ou le développement durable) ne prend son sens qu’en fonction du champ éthique dans lequel elle s’inscrit. Parmi les valeurs sont retrouvées les valeurs d'ordre fondamental, correspondant à des buts à atteindre (par exemple, l'équilibre écologique), et des valeurs d'ordre instrumental destinées à l'atteinte de ces buts (comme la responsabilité). Il y a également les valeurs abstraites (la solidarité) et les valeurs correspondant à des objets, et également des valeurs qui sont intrinsèques (la nature ou le patrimoine architectural). Une valeur est une croyance durable, un mode spécifique de conduite ou d’état final d'existence, qui est personnellement ou socialement préférable à un autre mode de comportement ou but de l’existence opposé ou convergent. Un système de valeurs est une organisation durable de croyances concernant les modes souhaitables de conduite et les conceptions de l'existence.
Traditionnellement, le concept de valeur est utilisé de deux manières distinctes, soit il est question de valeur que possèdent les objets, soit ce sont celles que possèdent les personnes. Les valeurs diffèrent des attitudes (aussi bien que d’autres concepts tels que les besoins, les normes, les intérêts) et sont d’ailleurs moins nombreuses que ces dernières, elles dépassent les conceptions spécifiques d’attitudes d’objets et de situations et sont dynamiquement plus près des besoins et plus centrales aux personnes identifiées comme individus. Se rapportant aux propos d’Audigier, il est inutile de s’attacher à déterminer une liste bien établie et cohérente de valeurs, puisque dans toute situation, dès qu’il faut prendre une décision, l'individu est aux prises avec des valeurs en contradiction les unes avec les autres. Mais elles définissent comme un point de vue à partir duquel l'individu évalue, au sens fort du terme évaluer, les actions sociales, les comportements, voire les opinions.

Huit qualités éthiques dans la période Joseon en Corée. De droite à gauche : la piété filiale, la fraternité, la loyauté, la confiance, l'étiquette, la vertu, l'intégrité, la pudeur. Du XIXe siècle, conservé au musée folklorique national de Corée.

### Vertus
L'éthique des vertus est ancienne. Elle naît de la rencontre entre morale antique, notamment aristotélicienne et stoïcienne, et de la sagesse biblique. C'est au cours de la « patristique » (première théologie chrétienne), puis dans la philosophie médiévale, notamment scolastique, qu'elle atteint son achèvement. Au XVIIIe siècle, les vertus prennent une place considérable dans l'imaginaire révolutionnaire (Robespierre). Aujourd'hui, un certain nombre de philosophes la reprennent à leur compte, comme en France André Comte-Sponville.
Il ne faut pas comprendre la « vertu » au sens d'une dame habillée de noir et vitupérant contre les excès et les défauts, au nom d'une morale bien-pensante. La « vertu », du latin virtus s'apparente plus à la « virtuosité » des artistes. Elle mobilise un entraînement et un équilibre des contraires qui s'appuie sur la sagesse. Mais il ne s'agit pas pour autant de mortification ou d'ascétisme.
La théorie s'articule autour de quatre vertus autrefois dites « cardinales ». La « prudence », la « force » (ou le « courage »), la « justice » et la « tempérance ». Cette formulation définitive se produit au XIIIe siècle, sous l'influence des ordres chrétiens franciscains et dominicains.
- La prudence est la vertu principale : c'est elle qui guide la décision et qui la pèse, en fonction de la responsabilité, de la situation contextuelle, des conséquences. Elle n'est cependant pas contraire au risque. En effet, il est des décisions audacieuses qui sont des décisions de prudence.
- La force ou le « courage » est la capacité de tenir bon face à l'adversité. C'est aussi elle qui donne l'énergie pour se lancer dans des entreprises.
- La tempérance est la vertu qui canalise les dérèglements. Elle n'est pas opposition aux passions, mais modération des passions.
- La justice est la prise en considération du comportement avec autrui. Elle comporte une dimension économique (le sens du partage), une dimension sociale (respect du droit) et politique (égalité de tous). Mais elle possède aussi une fonction critique, quand l'apparente justice s'oppose à l'éthique.

La tradition chrétienne y a ajouté trois vertus dites « théologales » :
- la foi, qui est participation à la connaissance que Dieu a de lui-même ;
- l'espérance, qui est la confiance dans l'achèvement de l'histoire dans une transformation et recréation du monde et des personnes, par delà la mort (voir Jürgen Moltmann) ;
- la charité, qui est l'amour du prochain, à commencer par les plus petits et les laissés pour compte.

Aujourd'hui, la vertu est considérée comme une qualité qui pousse l'homme et la femme à aller jusqu'à l'excellence, au meilleur de soi.

## Méta-éthique
La méta-éthique désigne l’analyse des concepts éthiques de base, de leurs présupposés épistémologiques et de leur signification, sous l’angle de la philosophie. Elle est « au-dessus » de l’éthique (meta en grec) car elle a pour objet non pas de poser des normes éthiques mais de les analyser. Elle s’intéresse par exemple à la nature des normes éthiques en tant que normes, aux fondements de ces normes, à la structure des arguments éthiques, aux caractéristiques des propositions éthiques, etc. La méta-éthique est en réalité aussi ancienne que l’éthique, même s’il est vrai que ce n’est que depuis le XXe siècle qu’elle est devenue une discipline indépendante qui se consacre de façon toute particulière à l’aspect linguistique de l’éthique. Un bon exemple de méta-éthique est le petit article que Paul Ricœur avait rédigé dès 1985 pour l’Encyclopædia Universalis : « Avant la loi morale : l’éthique ».

### Loi de Hume
En 1751, dans son Traité de la nature humaine, David Hume suggère qu'il est impossible d'inférer une conclusion normative (ce qui devrait être) à partir d'un ensemble de prémices descriptives (ce qui est). En d'autres termes, qu'on ne peut pas inférer des jugements de valeur à partir de simples faits. Il en déduit que le raisonnement éthique doit donc nécessairement puiser ses prémisses normatives. Il estime que ces prémisses doivent venir soit de la théologie morale, soit dans les théories spéculatives issues de l'anthropologie philosophique. Mais dans le cas des sociétés modernes caractérisées par un mélange de religions et de cultures, la recherche d'un socle de valeurs morales partagées par tous est devenue impossible. Pour cette raison, la pratique de l'éthique contemporaine se concentre aujourd'hui sur la quête de cohérence normative établie sur la base de discussions argumentées et non dogmatiques, une pratique déjà observée au sein de la tradition socratique,.

## Éthique appliquée
L’éthique appliquée est un terme générique pour désigner l’ensemble des questions éthiques relatives à un domaine de l’activité humaine comme la santé, le monde du travail, l’économie, les sciences, la gouvernance ou la culture. L'éthique appliquée à une profession conduit à définir une déontologie. L'éthique déontologique conduit à définir des déontologies professionnelles (code de déontologie médicale, code de déontologie des avocats, code de déontologie des architectes, pour ne prendre que quelques exemples).

### Dans la santé
Des domaines aussi divers que la biologie appliquée à la médecine, l’avortement, l’euthanasie, le génie génétique, le végétarisme, la vaccination, les soins, le décryptage du génome humain, la sécurité alimentaire, la psychologie culturelle, la médecine de la reproduction, le traitement des troubles mentaux et du handicap, la chirurgie, le brevetage des découvertes médicales ou pharmaceutiques, les conflits d'intérêts chez les rédacteurs de normes de bonnes pratiques, ou encore la gestion du risque épidémique (ex VIH/SIDA) ou un Plan de crise pour une pandémie ou la préparation individuelle et collective à une éventuelle pandémie de grippe (de type grippe aviaire ou H1N1) posent de nombreuses questions d’éthique.
Les lignes de distinction entre la méta-éthique, l’éthique normative et l’éthique appliquée sont souvent floues. Par exemple, le problème de l’avortement concerne l'éthique appliquée puisqu'il implique un type de comportement controversé. Néanmoins, il dépend de principes normatifs plus généraux, comme le droit d’auto-conduite et le droit de vivre, selon lesquels on peut interpréter la moralité de cette procédure. Le problème repose aussi sur des questions méta-éthiques comme « d’où viennent les droits ? » et « quelles sortes d'individus ont des droits ? ».
L'exemple de l'avortement est révélateur du fait que l'application de certaines lois peut heurter les convictions éthiques ou religieuses des professionnels de la santé, d'où la nécessité de reconnaître la liberté de conscience comme droit fondamental, qui s'exprime par l'objection de conscience et se met en pratique dans le droit (en France) par des clauses de conscience.

### Éthique animale
De nombreux mouvements contemporains revendiquent, à la suite de Jeremy Bentham et d'Arthur Schopenhauer, une éthique à l'égard des animaux. Les deux principales approches sont l'approche déontologique, qui revendique la légitimité des droits des animaux, et l'approche conséquentialiste, à laquelle se rattache le mouvement initié par Peter Singer de « libération animale ». Sur le plan pratique, on distingue, des mouvements abolitionnistes (qui réclament le respect absolu de la vie animale) et des mouvements réformistes (qui n'excluent pas l'utilisation de l'animal par l'homme, mais réclament que les animaux soient traités avec davantage de respect).

### Dans la consommation
Les premières questions éthiques qui se posent en ce qui concerne la consommation de biens et de services relèvent de la provenance et de la confection des produits. La division internationale du travail et la rationalisation des coûts de production poussés à leur extrême dans le cadre de la mondialisation ont mené à des situations condamnables d’un point de vue éthique (travail d’enfants, production de résidus contaminants, vente de produits nocifs pour la santé et l'environnement, conditions de travail déplorables des employés, etc.). Or, il est incontestable que l’acte d’achat d'un bien ou d'un service correspond à un soutien plus ou moins volontaire et plus ou moins conscient à une organisation, à une société commerciale ou un secteur industriel ainsi que de ses méthodes de production. S’interroger sur la provenance et la confection de ses achats peut donc s’inscrire dans une démarche éthique et humaniste. Cette approche trouve écho aujourd’hui avec le développement du commerce équitable.
Les questions générales d’éthique dans la consommation (mode de sélection, de production, traitement des employés, etc.) s’appliquent également au choix des aliments, mais la question spécifique et récurrente dans ce domaine concerne l'exploitation animale. C'est-à-dire l'exploitation de créatures sensibles et intelligentes pour satisfaire les besoins (justifiés ou pas) des humains. Ainsi, au nom de l’éthique, se sont développés des mouvements de protection animale, de bien-être animal et plus spécifiquement des mouvements prônant le végétarisme, le véganisme ou l’antispécisme (terme popularisé par Peter Singer, auteur de l’article sur l’éthique de l’Encyclopædia Universalis). Cette réflexion n’est pas nouvelle, au long de son histoire la dimension éthique et non violente du végétarisme a été soutenue par de très nombreux philosophes et penseurs comme Plutarque, Pythagore, Léonard de Vinci, Lamartine, Schopenhauer, Léon Tolstoï, Albert Einstein, ou Gandhi.

### Dans l’économie et la finance
Les échanges financiers dans le contexte de la mondialisation économique révèlent des situations où l'éthique a des applications. L'appât du gain comme la corruption et les risques de manipulations boursières sont des caractéristiques déstabilisantes de l'investissement.
L’éthique est aussi l’un des onze facteurs à appliquer dans le modèle d’intelligence économique produit par l’AFDIE (Association française d’intelligence économique) :
- protéger la vie privée et les données individuelles ;
- appliquer une déontologie exigeante dans le recueil d’information et les pratiques d’influence ;
- appliquer la même rigueur déontologique lors de la sous-traitance de l’information et de l’influence.

#### Du commerce et des activités des entreprises
Éthique ergonomique : ensemble de règles de travail en équipe, semi formalisées par un groupe de travail pour lui-même, afin de faciliter l’atteinte d’objectifs a priori opposés (exemples : conformité des comportements et liberté des initiatives, performance des résultats et respect des personnes, confiance et contrôle, etc.) mais indispensables à l’agilité et à la pérennité des organisations).
Face à la montée des complexités juridiques et des risques que cela implique pour l'entreprise, de nombreuses entreprises se dotent d'une charte éthique ou, selon une expression qui se veut plus concrète, d'un code de conduite, afin d'aligner les comportements de leurs salariés sur l'observation des règles légales en vigueur dans des domaines aussi divers que la lutte contre la corruption, le respect des règles de concurrence ou le respect du Règlement général sur la protection des données. Selon Dominique Lamoureux, Directeur Éthique et Responsabilité d'Entreprise chez Thales, « l’éthique, c’est l’arbitrage fait, entre les multiples demandes, parfois contradictoires, les diverses parties prenantes comme mes actionnaires, mes clients, mes collaborateurs, la société civile etc. Il faut que je fasse l’arbitrage le plus intelligent, ici et maintenant, pour développer durablement mon entreprise. L’éthique est infra morale, parce qu’elle s’inscrit dans les grandes demandes sociétales. Elle est surtout supra légale, parce que la loi ne dit pas tout ».

### Dans le droit et les activités judiciaires
Plusieurs code de déontologie professionnels sont en vigueur, notamment pour :
- les magistrats
- les avocats

- les notaires
- les huissier de justice.

### Informatique
L'éthique de l'informatique s'intéresse à des thèmes tels que la collection et la protection des données personnelles, la propriété intellectuelle, le piratage, l'anonymat, l'impact des réseaux sociaux, la réduction de l'impact environnemental de l'informatique, et l'éthique de l'intelligence artificielle.

### Sociale
L'éthique sociale est la branche de l'éthique qui s'intéresse non pas aux actions individuelles mais aux ensembles sociaux en général. En matière d’éthique sociale et politique, le monde anglo-saxon, suivi des Québécois, a placé au cœur de sa réflexion la notion de conflit d'intérêts.
En France, l'éthique sociale est placé au cœur de la loi du 2 janvier 2002, dit loi 2002-2 rénovant l'action sociale et médico-sociale, avec « la charte des droits et libertés de la personne accueillie » qui garantit à la personne accueillie l’usage de son pouvoir de citoyen (valeur informative) Cette charte est remise au moment de l’accueil, c’est un acte symbolique.
Les douze droits essentiels :
- le principe de même discrimination ;
- le droit à une prise en charge, à un accompagnement adapté ;
- le droit à l’information ;
- le principe du libre choix, du consentement éclairé et de la participation de sa personne ;
- le droit à la renonciation (dire non) ;
- le droit aux respects des droits familiaux ;
- le droit à la protection ;
- le droit à l’autonomie ;
- principe du soutien ;
- droit à l’exercice des droits civiques ;
- droit à une participation religieuse ;
- droit au respect, à la dignité et à l’intimité.

### Environnement
Traduites par l’éthique de l'environnement et associées aux trois piliers du développement durable, les nombreuses études d’évaluation des impacts environnementaux servent à une compréhension et à l'orientation d'activités humaines. Non seulement dans les pays développés, mais aussi dans les pays en développement, les traditionnels modèles de fonctionnement locaux évoluent vers une perception éthique et globalisée de l'environnement. C'est dans une perspective d'adaptation que les activités industrielles et culturelles polluantes reconnaissent l'éthique de l'environnement. Ainsi, dans son contexte civil et sociétal, la compréhension des enjeux de la mondialisation est employée pour expliquer et identifier les activités humaines éthiques avec l’environnement biophysique.
Gosseries (1998) associe le concept d’éthique de l'environnement à celui de protection de l'environnement. Or, ce dernier pris au sens large, a plusieurs objectifs, comme : la sauvegarde d’un environnement non pollué (protection de l’environnement au sens strict), naturel (conservation de la nature) et diversifié (sauvegarde de la biodiversité). De plus cet auteur assigne une triple tâche à l’éthique de l’environnement :
1. D’une part, interroger la légitimité de ce qui est nommé — au sens large — la protection de l’environnement ;
2. Ensuite, la crise écologique a été l’occasion d’un renouveau de la remise en cause des systèmes. La question du statut moral des animaux, des plantes, des virus, ou des écosystèmes n’ont pas reçu à ce jour[Quand ?] de réponse satisfaisante, alors que c’est pourtant la question éthique sans doute la plus radicale qu’a réactivé la crise environnementale ;
3. Enfin la protection de l’environnement met à jour des questions d'inégalités écologiques et donc de justice et d'équité intergénérationnelle, sociale et géographique.

Godard (1999) est plus critique, et selon ce dernier la mise en forme d’une éthique ne présente pas d’avantages décisifs, dans le domaine de l’environnement, du point de vue de la capacité à soutenir l’accord sur des normes de comportement ou des orientations pratiques définies. L’origine viendrait des défaillances des connaissances relatives au monde des choses (incertitudes et controverses scientifiques) et des hésitations quant aux repères normatifs. Par ailleurs, le monde des objets, la nature, l’environnement, ne fournissent pas un appui solide pour définir des repères fiables ayant une valeur universelle ni pour formuler des normes éthiques et politiques qui pourraient s’imposer d’elles-mêmes à tous et aux yeux de tous. Ainsi, il propose (Godard, 1999) une réflexion éthique qui devrait se faire plus humble et soucieuse de sa validation effective par des communautés humaines concrètes, sans céder la place à l’économisme, car les préférences économiques et les choix éthiques ne se déterminent pas de la même manière. Par l’analyse de plusieurs travaux d’auteurs — Sachs ; Edelman & Hermitte ; Brown-Weiss ; Rèmond-Gouilloud ; Larrère ; Gosseries ; Godard (1999) — rappelle historiquement que c’est dans un contexte de critique sociale et de controverse scientifique fondamentale que la dimension éthique des problèmes d’environnement a été introduite. Ce travail le mène à classer les auteurs travaillant sur la question de l’environnement en deux camps : d’une part il y a ceux qui abordent la question à partir des concepts et outils méthodologiques disponibles dans leurs disciplines et rabattent l’environnement sur des problématiques classiques comme la gestion rationnelle de ressources rares, la lutte des classes et les contradictions du capitalisme, ou le développement technique ; d’autre part il y a ceux qui y voient un enjeu intellectuel et un défi pour la société, appelant un traitement inédit. Parmi cette dernière catégorie il existe, entre autres, Lucie Sauvé et Carine Villemagne (2006) qui ont réalisé une catégorisation des principaux courants en éthique. Ce travail donne des repères relatifs à leur fondement, à savoir, égocentriques (centré sur soi), anthropocentriques — centré sur l’espèce humaine — sociocentriques — centré sur le groupe social — biocentriques — centré sur chacune des espèces vivantes et sur l'ensemble d'entre elles, écocentriques — centré sur l’ensemble des êtres vivants et non-vivants en interrelation au sein des écosystèmes ou milieux de vie, ou une combinaison de ceux-ci. Sans que la liste soit exhaustive, onze courants différents sont repérés :
- La Deep Ecology ou l’éthique de l’écologie profonde ;
- Le Land Ethic ou l’éthique de la communauté biotique ;
- L'écologie sociale ;
- L'écoféminisme ;
- L’éthique de la responsabilité environnementale ;
- L'éthique du développement durable ;
- L’écocivisme et l’écocitoyenneté ;
- L'éthique du dialogue social ;
- L'éthique environnementale de type critique ;
- La bioéthique ;
- L'éthique de la justice environnementale.

Parmi les éthiques repérons celle du développement durable. Précisons que ce courant fait partie des éthiques anthropocentriques (Sauvé & Villemagne, 2006), dans lesquelles l’être humain y est le centre de la moralité, correspondant à la vision habituellement reçue de la morale, les êtres humains (parce qu’ils sont raisonnables, libres et conscients de l’être) sont considérés comme des fins en soi : le champ de la moralité et celui de l’humanité sont coextensifs (Larrère, 2006). L’éthique de l'environnement et du développement durable est fondé sur quatre principes (Prades, 1995) :
1. Les êtres humains constituent la centralité de la planète ; cela se traduit par une responsabilité de sauvegarde et de développement de la vie sur la planète ;
2. Les êtres humains visent la progression de l'humanité et ainsi « à gérer leur rapport au monde comme bons administrateurs » ;
3. Les êtres humains doivent remplir trois devoirs essentiels : l'autonomie, la solidarité et la gestion du monde ;
4. Le principe du développement durable doit « orienter le devoir et l'idéal de gestion humaine de la planète ».

Selon cette approche, l’humain domine la nature dont il utilise rationnellement les ressources afin de ne pas entraver la croissance économique, vue comme une condition essentielle du bien-être humain (Sauvé & Villemagne, 2006). Pour Yvon Droz, une éthique qui garantit une perspective à long terme – pour la planète et ses habitants – ne peut être durable que si elle est basée sur un éthos global fondé sur le consensus. Cette éthique, dite globale, se nourrit du processus de mondialisation, qui impose la constitution d’une société planétaire, et conduit à réduire les différences entre les multiples visions du monde et exige de convenir d’un système de valeurs communes. L’éthos résulte de quatre prises de conscience :
1. une conscience anthropologique — découverte de l’unité dans la diversité ;
2. une conscience écologique — découverte des êtres humains comme habitant, avec d’autres mortels, une même sphère vivante ;
3. une conscience civique — responsabilité et solidarité avec les autres êtres humains et avec la Terre ;
4. une conscience spirituelle de la condition humaine – place essentielle dans le travail de la pensée, de la compréhension. L’éthique doit inspirer, à tous les niveaux, l’éducation à l’environnement par notre relation avec la Terre, avec les autres êtres humains et avec tous les êtres vivants. C’est donc une éthique de la solidarité, de la participation démocratique, de la reconnaissance de l’altérité et des différences, du pluralisme, du respect des droits des minorités et de la diversité des traditions, des cultures et des environnements naturels.

#### Développement durable
Les impacts négatifs de l'application de connaissances, ainsi que les avancements technologiques et scientifiques posent aujourd’hui la question de l’éthique sous l’angle de la responsabilité individuelle et sociale par rapport à l'habitat des espèces, aux pollutions humaines et à la pérennité des générations futures. Ces impacts incluent les risques industriels, dans les secteurs de la bio-ingénierie, de la chimie, de l’industrie pétrolière, de l’énergie nucléaire, de l’alimentation, des transports et l'usage des technologies de l'information, développement des réseaux et sécurisation de l’information.
La philosophie de Hans Jonas est à la base des principes de développement durable : un mode de développement qui satisfait les besoins des générations présentes, sans compromettre la capacité des générations futures de satisfaire les leurs. Il s’agit également d’adopter une attitude de prudence par rapport aux impacts des techniques. En l’absence de certitude scientifique, il s’agit donc d’appliquer le principe de précaution. Pour René Dubos, faire face à ces enjeux globaux nécessite de « penser global, et d’agir local » (d’où le néologisme « glocal »). Sous l’angle général de l'environnement l'éthique est appliquée. Sous l'angle de l’environnement humain, il est question de développement durable et sous l’angle des entreprises, il est question de responsabilité sociétale des entreprises. De façon métaphorique, il est question de l'organisation d'un système de gouvernance éthique qui repose sur trois piliers. Cette gouvernance de l'environnement humain repose alors sur le pilier économique, le pilier écologique et le pilier social.

### Dans le métier d’historien
D’une manière générale, les métiers d’historien et de journaliste nécessitent une certaine éthique. Plusieurs personnalités ont abordé cette question, comme l’historien Marc Bloch et le philosophe Paul Ricœur (sur le plan de la refondation de la mémoire). L’éthique est une des deux idées centrales de Marc Bloch sur le métier d’historien.
L’éthique professionnelle de l’historien a des conséquences sur le plan de la méthodologie historique et de l’approche de la vérité historique. Dans le cas de la Seconde Guerre mondiale, cette exigence d’éthique est particulière. Cette interrogation ne vient pas de ceux qui écrivent l’Histoire, des historiens, mais de la société, car la demande d’histoire de la Seconde Guerre mondiale est une demande sociale.
Il est effet constaté que plusieurs manifestations du devoir de mémoire : instauration de la journée de la déportation, concours de la résistance et de la déportation et instauration récente par le Conseil de l'Europe d’une Journée européenne dans les établissements d’enseignement — pour commémorer la Shoah et prévenir les crimes contre l’humanité.

### Domaines liés à l'éthique
Un domaine inséparable de l'éthique est (au moins aux yeux de la tradition philosophique occidentale) la politique ou plus précisément la philosophie politique. Il est traditionnel en philosophie de considérer la gouvernance de la cité comme un cadre naturel et comme un prolongement des commandements éthiques. À une échelle plus vaste, les domaines de l'environnement contribuent au développement de l'éthique sur des bases réelles.
Par ailleurs, dans une moindre mesure, il est traditionnel de lier éthique et philosophie de l'action et ce depuis Aristote, dans la mesure où la théorie de l’action s’intéresse à certains problèmes fondamentaux pour l’éthique comme le jugement de la responsabilité de l’agent, de l’intentionnalité d’une action ou de la définition de ce qui est nommé un agent.